# 이우 (1915년)
이우(李堣, 1915년 8월 20일 ~ 1916년 7월 25일)는 이태왕(고종)의 아홉번째 아들이다. 생모는 보현당 귀인 정씨이다.

## 생애
1915년 8월 20일 오후 6시에 덕수궁 보현당(寶賢堂)에서 이태왕(고종)과 궁인 정씨 사이에서 태어났다. 이우가 태어나자 태왕은 보현당에 행차하여 공족 이준용을 비롯한 왕공족과 귀족들로부터 왕자의 탄생을 축하받았다. 고종은 11월 12일에 이우를 자신의 거처인 함녕전으로 데리고 왔다. 당시 함녕전에는 4살의 덕혜옹주와 2살의 이육이 머물고 있었다. 1916년 7월 25일에 이우는 사망하였고, 7월 29일에 마장리(馬場里, 유릉 왼편)에 장사지냈다. 묘역은 일제 강점기 때 이장되어 현재 서삼릉 경내에 있다.